# HD 4222
HD4222 — хімічно пекулярна зоря спектрального класу A1, що має видиму зоряну величину в смузі V приблизно  5,4.
Вона  розташована на відстані близько 351,5 світлових років від Сонця.

## Фізичні характеристики
Зоря HD4222 обертається 
порівняно повільно 
навколо своєї осі. Проєкція її екваторіальної швидкості на промінь зору становить  Vsin(i)= 36км/сек.